# Corpus trapezoideum
Das Corpus trapezoideum, auch Trapezkörper genannt, liegt im unteren Hirnstamm an der Grenze von Hinterhirn zu Markhirn, im kaudalen Pons (Brücke) zählt es zur weißen Substanz der ventralen Brückenhaube (Tegmentum pontis). Bei einigen Tieren, beispielsweise Katzen, bildet es unterhalb der Brücke einen zarten Querwulst auf dem ventralen Hirnstamm.

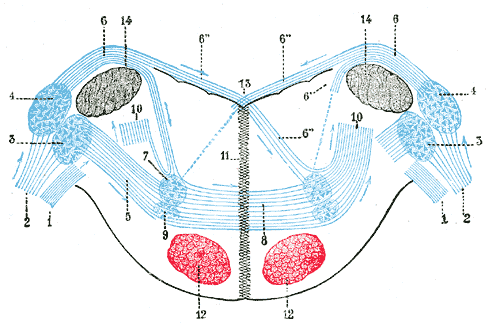
Schema eines Querschnitts durch das Rautenhirn mit 4. Ventrikel (13) in Höhe der VIII Nn vestibulares (1) und cochleares (2) sowie der vorderen (3) und hinteren (4) Schneckenkerne – blau dargestellt sind Faserzüge der Hörbahn zum Nucleus olivaris superior (obere Olive, 7), zumeist im Corpus trapezoideum (Trapezkörper, 8) kreuzend und weiter als Lemniscus lateralis (10) aufsteigend. Die Nuclei corporis trapezoidei (9) sind in den Trapezkörper eingelagert.
Gezeigt ist nur eine Hälfte der über die Mittellinie (Raphe, 11) kreuzenden Fasern; rot dargestellt sind die Tractus der absteigenden Pyramidenbahn (12).

Die so bereits mit bloßem Auge erkennbare Struktur wird durch zahlreiche quer verlaufende Faserzüge hervorgerufen, hier kreuzen die meisten der Axone von 2. Neuronen der Hörbahn. Diese Fasern ziehen, vom Nucleus cochlearis anterior (vorderer Schneckenkern) ausgehend, jeweils auf die Gegenseite und steigen auf zum Nucleus olivaris superior (oberer Olivenkern), zu den Nuclei lemnisci lateralis (Schleifenkerne) und vor allem zum Colliculus inferior (unterer Hügel), der im Dach des Mittelhirns (Tectum mesencephali) liegt. Diese Verbindungen sind Teil des Lemniscus lateralis, der daneben auch ungekreuzte Fasern und solche vom hinteren Schneckenkern (Nucleus cochlearis posterior) führt.
Im Bereich des Corpus trapezoideum sind einige Kerngebiete gruppiert, in denen Fasern schon hier auf 3. Neuronen der Hörbahn umgeschaltet werden, die
- Nuclei corporis trapezoidei, beim Menschen unterscheidet man jederseits drei:[3]
  - Nuclei anterior corporis trapezoidei
  - Nuclei lateralis corporis trapezoidei
  - Nuclei medialis corporis trapezoidei

Etwa in Höhe des Corpus trapezoideum treten der VI. (Nervus abducens), VII. (Nervus facialis) und VIII. (Nervus vestibulocochlearis) Hirnnerv an die Hirnoberfläche.